# MUSCULAR (программа слежения)
MUSCULAR (DS-200B) — шпионская компьютерная программа слежения, используемая Центром правительственной связи Великобритании (GCHQ) и Агентством национальной безопасности США (АНБ). О факте использования этой программы стало известно из документов, опубликованных бывшим сотрудником АНБ Эдвардом Сноуденом и последующих интервью с рядом должностных лиц. Основным оператором программы является Центр правительственной связи Великобритании. GCHQ и АНБ тайно взломали основные линии связи, соединяющие дата-центры компаний Yahoo! и Google, получив данные из аккаунтов миллионов пользователей. Основная информация о программе была обнародована в конце октября 2013 года.

## Обзор

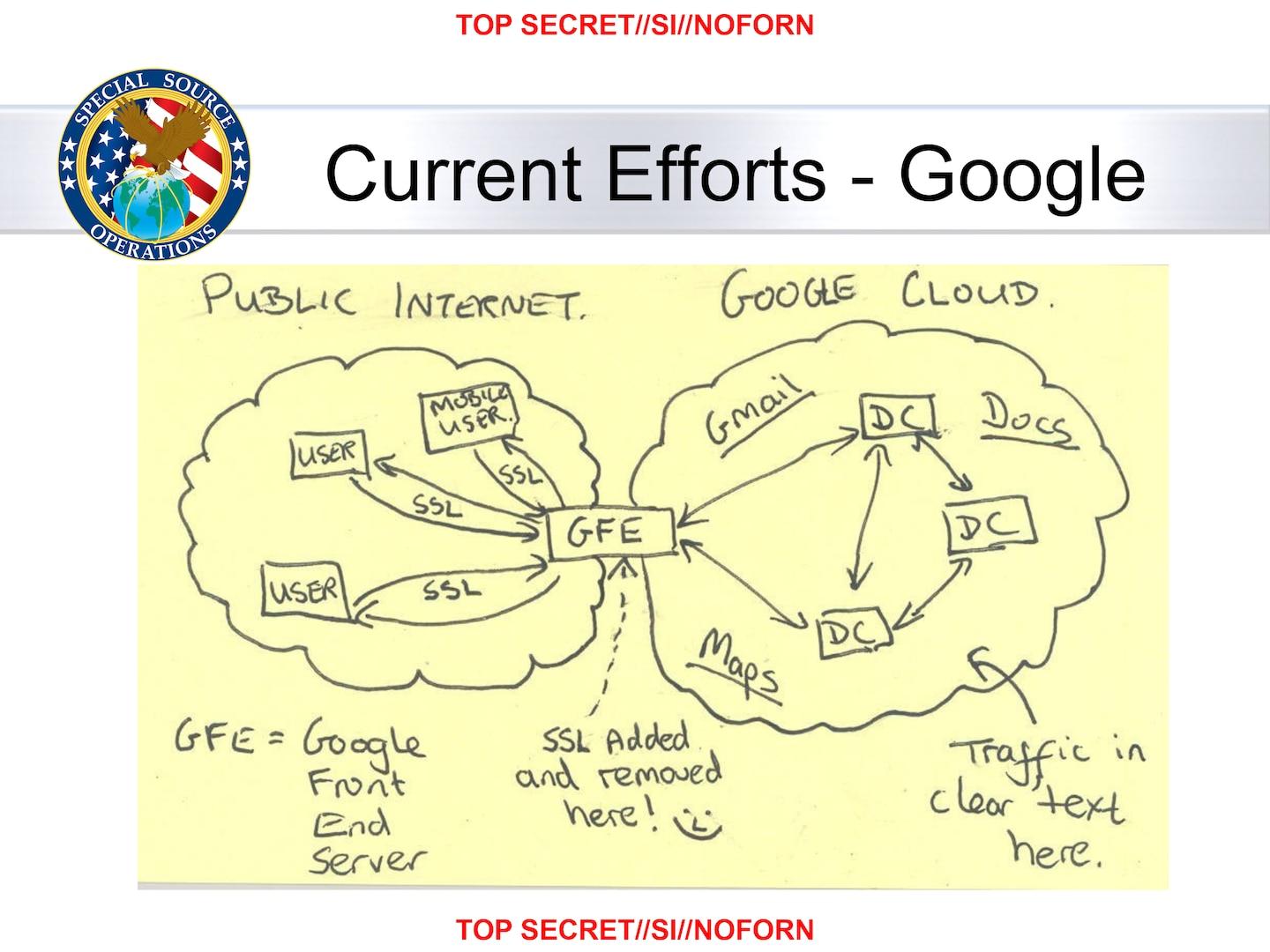
Принцип действия программы MUSCULAR, которая получает прямой доступ в частные облака Google и Yahoo

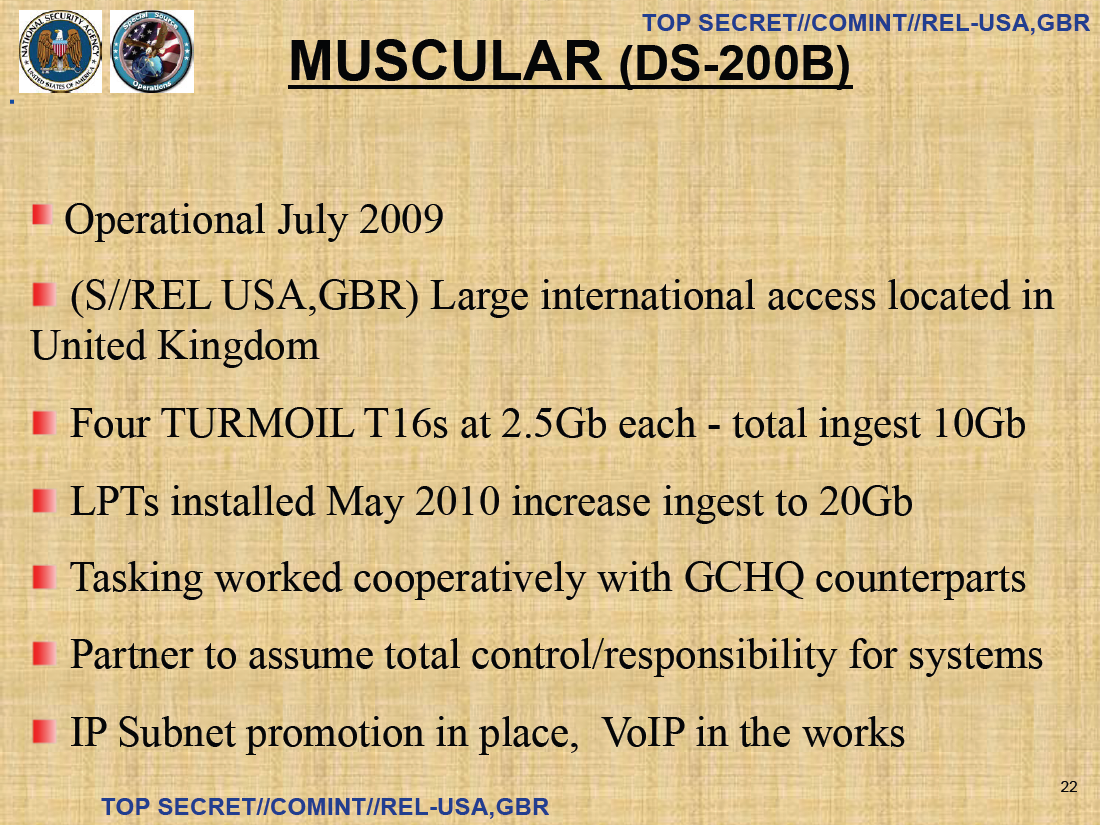
Слайд из презентации АНБ с описанием возможностей программы MUSCULAR

MUSCULAR является одной из составляющих пакета компьютерных программ слежения, известного под названием WINDSTOP в который входит по меньшей мере четыре программы. За 30-дневный период — с декабря 2012 по январь 2013 года, MUSCULAR произвела сбор 181 миллионов записей. Этот объём является незначительными по сравнению с действием другой программы из пакета WINDSTOP, известной под названием INCENSER и кодом DS-300, которая за тот же период собрала более 14 миллиардов записей.

## Оперативные сведения
Согласно данным, обнародованным Э.Сноуденом, программа MUSCULAR ежедневно пересылает миллионы записей из внутренних сетей Yahoo! и Google в хранилище данных в штаб-квартире АНБ в Форт-Миде. Программа работает через точку доступа, известную под кодовым названием DS-200B, которая находится за пределами Соединенных Штатов, с использованием неизвестного оператора связи, который обеспечивает негласный доступ к данным для АНБ и GCHQ.
По данным Washington Post, программа MUSCULAR собирает данные с более чем в два раза большего числа точек («селекторов», на сленге АНБ) по сравнению с более известной программой PRISM.
Из-за огромного объёма передаваемых данных программа MUSCULAR ставит особые задачи перед подразделением Special Source Operations. Например, когда компания Yahoo! решила переместить большое количество электронных почтовых ящиков в своих дата-центрах, база данных Pinwale (основная база первичных данных из Интернета в АНБ) была быстро перегружена по мере поступления данных от MUSCULAR.
С использованием программы MUSCULAR тесно связаны программы INCENSER и TURMOIL. В частности, программа TURMOIL представляет собой систему обработки данных, собранных программой MUSCULAR.
Согласно опубликованным данным, эксплуатация системы MUSCULAR была возможна в силу того, что компания Google передавала данные внутри своего частного облака в незашифрованном виде и, соответственно, использовала протокол SSL для внешних соединений. По сообщению Washington Post: «Два инженера, тесно связанные с Google, были в шоке, когда увидели эту картину». После того, как информация о программе MUSCULAR была опубликована в СМИ, компания Google объявила, что она работает над шифрованием коммуникаций между её дата-центрами.